# Савченков, Александр Александрович
Александр Александрович Савченков (род. 30 сентября 1973, Одинцово, Московская область) — российский хоккеист, нападающий. Заслуженный мастер спорта России (2002). Тренер.

## Биография
Воспитанник школы «Крылья Советов» Москва. В чемпионате России играл за клубы «Крылья Советов» (1991/92 — 1994/95, 1996/97 — 1998/99, «Динамо» Москва (1999/2000 — 2004/05), «Металлург» Магнитогорск (2004/05 — 2005/06), «Витязь» Чехов (2006/07).
В сезоне 1994/95 играл в составе «Крыльев Советов» против команд IHL.
В сезоне 1995/96 выступал за североамериканские команды «Таллахасси Тайгер Шаркс» (ECHL), «Джонстаун Чифс» (ECHL), «Юта Гриззлис» (IHL).
Окончил РГУФК (1990—1994), Высшую школу тренеров на базе НГУФКСиЗ имени Лесгафта по специализации «Теория и методика подготовки хоккеистов высокой квалификации».
Карьеру игрока завершил в сезоне 2007/08 в «Крыльях Советов» в высшей лиге, со следующего сезона стал работать в команде тренером, был исполняющим обязанности главного тренера, главным тренером. С 6 декабря 2010 по 4 октября 2013 года — главный тренер «Динамо» Тверь/Балашиха. Входил в тренерские штабы Алексея Кудашова в «Атланте» Мытищи (2013/14 — 2014/15), «Локомотиве» Ярославль (2015—1017). Тренер олимпийской сборной России (2018, Кубок «Алроса»). Главный тренер «СКА-1946» и юношеской сборной России до 16 лет (2018/19). Тренер сборной России в штабе Кудашова (2019—2020). Тренер подольского «Витязя» в сезонах 2019/20 — 2020/21. Перед сезоном 2021/22 вошёл в штаб Кудашова в «Динамо» Москва.

## Достижения
- Серебряный призёр чемпионата мира (2002).
- Чемпион России (2002).
- Бронзовый призёр чемпионата России (2006)[3].